# Stazione di Östersund Centrale
La stazione centrale di Östersund (in svedese Östersunds centralstation) è la stazione ferroviaria principale di Östersund, Svezia.